# 橘家仲蔵
橘家 仲蔵（たちばなや なかぞう）は、落語家の名跡。
- （亭号不明）仲蔵 - 後∶船遊亭志ん橋
- 橘家仲蔵 - 後∶橘家文三
- （三代目）橘家仲蔵 - 当代

橘家 仲蔵（たちばなや なかぞう、1959年7月20日 - ）は、落語協会に所属する落語家。本名∶須藤 祐三。出囃子は『かんちろりん』。

## 経歴
1982年1月、五代目月の家圓鏡に入門、前座名「若蔵」を名乗る。
1987年、春風亭あさり、柳家九治と共に二ツ目昇進、「豊蔵」と改名。
1996年3月に春風亭勢朝、いなせ家半七、三遊亭窓里、林家とんでん平、柳家さん福、橘家蔵之助、柳家福治、三遊亭らん丈と共に真打昇進、「仲蔵」と改名。

## 芸歴
- 1982年1月∶五代目月の家圓鏡に入門、前座名「若蔵」。
- 1987年∶二ツ目昇進、「豊蔵」と改名。
- 1996年3月∶真打昇進、「仲蔵」と改名。

## 人物
橘家竹蔵、柳家さん枝、橘家半蔵、橘家圓十郎と池袋演芸場特選会で「一八落語会」を開催している。

## 得意ネタ
- 紺屋高尾[1]
- 家見舞[1]
- 長屋の花見[1]
- 中村仲蔵[1]
- 寝床[1]